# عرفة (العراق)

بلاد ما بين النهرين في الألفية الثانية قبل الميلاد

أررابخا أو ما يعرف بـعرفة، هو اسم أطلق قديماً على مدينة كركوك في العراق. يرجع تاريخ المدينة إلى سنة 2000 قبل الميلاد. اشتقت كلمة عرفة من الكلمة الآشورية أررابخا. في عام 1948 أطلقت تسمية عرفة على منطقة سكنية تقع شمال مدينة كركوك شيدتها شركة نفط الشمال العراقية لعمال وموظفي الشركة. يسكنها اليوم خليط من التركمان والأكراد و العربمع تواجد مسيحي ملموس.